# Майкл Паркс
Майкл Паркс (англ. Michael Parks; 24 квітня 1940 — 10 травня 2017) — американський актор та співак.

## Біографія
Майкл Паркс народився 24 квітня 1940 року в місті Корона, штат Каліфорнія, США. Був одним з п'яти дітей у сім'ї. До того як стати актором, його роботою було — збір фруктів, риття канав, водіння вантажівок і гасіння лісових пожеж.
З 1960 року почав зніматися на телебаченні у телесеріалах. Записав декілька альбомів у стилі кантрі, блюз, джаз в кінці 60-х на початку 70-х років. Найвідоміша його роль — шериф Ерл Макгроу, якого він зіграв у фільмах: «Від заходу до світанку» (1996), «Убити Білла. Фільм 1» (2003), «Доказ смерті» (2007) і «Планета страху» (2007).
Помер 10 травня 2017 року.

## Особисте життя
Майкл Паркс одружився будучи підлітком на Луїзі М. Джонсон (1956—1958), у них народилася одна дитина.
Вдруге одружився 11 січня 1964 року на акторці Джен Моріарті, менш ніж через два місяці вона померла від передозування таблеток. Третьою дружиною стала Каролін Кей Карсон (1969—1977), у них народився син Джеймс Паркс, який став актором.

## Фільмографія
| Рік       |   | Українська назва                   | Оригінальна назва                    | Роль                      |
| --------- | - | ---------------------------------- | ------------------------------------ | ------------------------- |
| 1965      | ф |                                    | Wild Seed                            | Фарго                     |
| 1965      | ф |                                    | Bus Riley's Back in Town             | Бас Райлі                 |
| 1966      | ф | Біблія: На початку...              | The Bible: In the Beginning...       | Адам                      |
| 1966      | ф |                                    | The Idol                             | Марко                     |
| 1967      | ф |                                    | The Happening                        | Сурешот                   |
| 1967      | ф |                                    | Stranger on the Run                  | Вінсент Маккей            |
| 1973      | ф |                                    | Between Friends                      | Тоні                      |
| 1976      | ф |                                    | The Last Hard Men                    | Ноель Най                 |
| 1976      | ф |                                    | The Savage Bees                      | доктор Джефф Дюранд       |
| 1977      | ф | Приватні файли Джона Едгара Гувера | The Private Files of J. Edgar Hoover | Роберт Кеннеді            |
| 1981      | ф | Сувора країна                      | Hard Country                         | Ройс                      |
| 1989      | ф | Травма                             | Prime Suspect                        | Білл Невінс               |
| 1990—1991 | с | Твін Пікс                          | Twin Peaks                           | Жан Рено                  |
| 1991      | ф | Ліквідатор                         | The Hitman                           | Ронні «Дел» Делані        |
| 1993      | с | Морські пригоди                    | SeaQuest DSV                         | Джордж Ле Чейн            |
| 1996      | ф | Від заходу до світанку             | From Dusk Till Dawn                  | Ерл Макгроу               |
| 1996—1999 | с | Вокер, техаський рейнджер          | Walker, Texas Ranger                 | Калеб Гукс                |
| 2003      | ф | Убити Білла. Фільм 1               | Kill Bill: Vol. 1                    | Ерл Макгроу               |
| 2003      | ф | Бойова бригада                     | The Librarians                       | Вільям Кларк              |
| 2004      | ф | Убити Білла. Фільм 2               | Kill Bill: Vol. 2                    | Естебан                   |
| 2005      | ф | Чудо в струмку мудреця             | Miracle at Sage Creek                | суддя Стенлі              |
| 2007      | ф | Мрець                              | The Dead One                         | шериф Езра Стоун          |
| 2007      | ф | Доказ смерті                       | Death Proof                          | Ерл Макгроу               |
| 2007      | ф | Планета страху                     | Planet Terror                        | Ерл Макгроу               |
| 2011      | ф | Червоний штат                      | Red State                            | Ебін Купер                |
| 2012      | ф | Арго                               | Argo                                 | Джек Кірбі                |
| 2012      | ф | Джанґо вільний                     | Django Unchained                     | працівник компанії ЛеКінт |
| 2013      | ф | Ми такі, які є                     | We Are What We Are                   | доктор Барроу             |
| 2014      | ф | Бивень                             | Tusk                                 | Говард Гоу                |
| 2016      | ф | Кровний батько                     | Blood Father                         | Том Гарріс                |